# Hesperolimonia
Hesperolimonia is een ondergeslacht van het geslacht van insecten Dicranomyia binnen de familie steltmuggen (Limoniidae).

## Soort
- D. (Hesperolimonia) infuscata (Doane, 1900)